# Żabno koło Chojnic
Żabno koło Chojnic – przystanek kolejowy w Żabnie, w województwie pomorskim, w Polsce. Na przystanku znajduje się zadaszona wiata.

## Ruch pasażerski
| Rok  | Wymiana pasażerska na dobę |
| ---- | -------------------------- |
| 2017 | 0-9                        |
| 2022 | 0-9                        |

## Połączenia
- Chojnice
- Kościerzyna